# توقته‌غول ساتیلغان‌اغلو
توقته‌غول  ساتیلغان‌اغلو (به قرقیزی: Токтогул Сатылган уулу، توقتوعۇل ساتىلعان ۇۇلۇ؛ ۲۵ اکتبر ۱۸۶۴ – ۱۷ فوریهٔ ۱۹۳۳) شاعر، خواننده، و عاشیق اهل قرقیزستان بود.
توقته‌غول شاعر و آهنگساز مشهور و دارای دیدگاه‌های دموکراتیک حتی در دوره استعمار روسیه تزاری بود، در قرقیزستان جنوبی (1917- 1876) دیده به جهان گشود.
در آستانه قیام به رهبری محمدعلی مادالی، اصفهانی صوفی، شاعر توقته‌غول به شدت با انتقاد شدید از اربابان محلی قرقیزستان در دره Ketmen-Tobe روبرو شد.